# Sternenschanze Lienzingen/Ötisheim

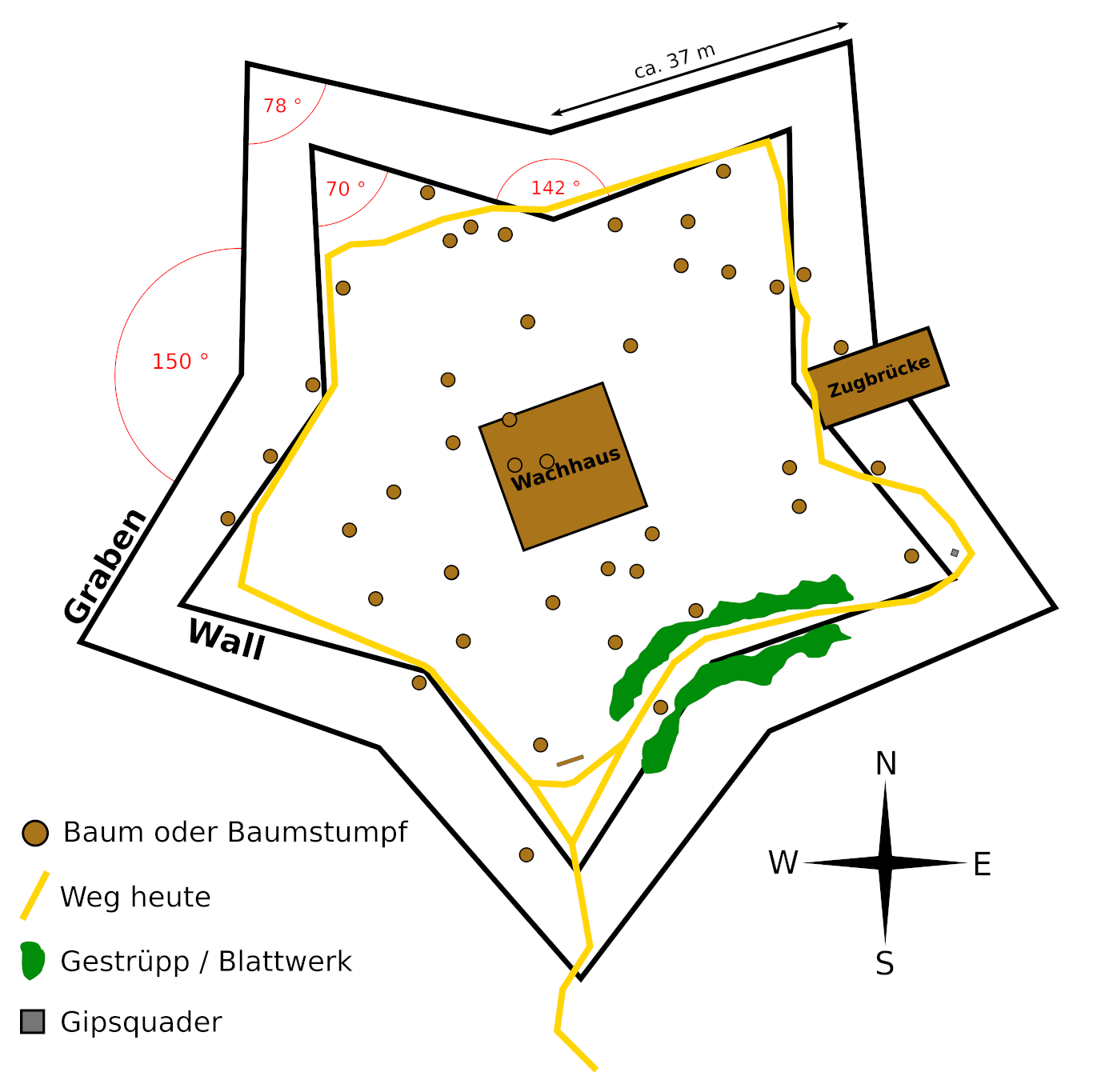
Grundriss der Sternenschanze bei Lienzingen/Ötisheim (2023)

Die Sternenschanze auf dem Sauberg (Enzkreis) zwischen Lienzingen und Ötisheim war eine Festungsanlage, die im Jahr 1697 von Markgraf Ludwig Wilhelm von Baden-Baden erbaut wurde. Sie ist Bestandteil der Eppinger Linien. Zum Einsatz der Schanze im Krieg kam es nie, da noch im Baujahr der Anlage mit dem Gegner Frieden geschlossen wurde (siehe Pfälzischer Erbfolgekrieg).

## Geographie
Die Form der Sternenschanze entspricht einem fünfzackigen Stern mit einem Durchmesser von ca. 110 Metern. Das Bauwerk besteht aus einem Erdwall umgeben von einem Graben. Nordöstlich führte eine hölzerne Zugbrücke über den Graben, die inzwischen verfallen ist. Im Zentrum befand sich ein Wachhaus, das heute ebenfalls nicht mehr existiert.

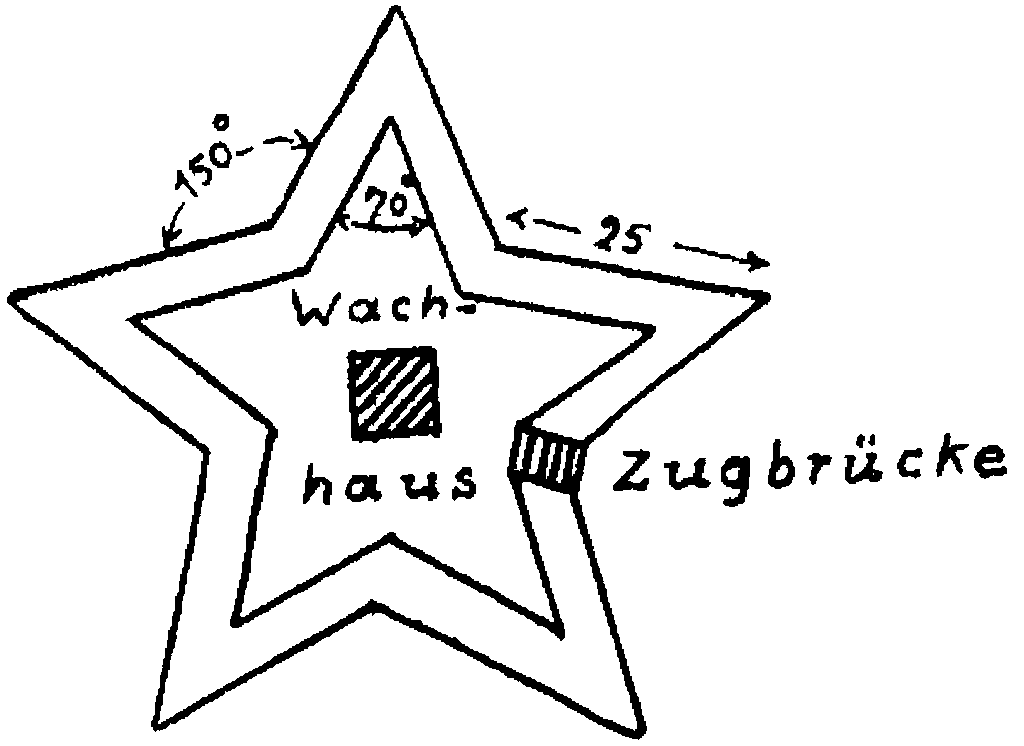
Skizze der Sternenschanze (Max von Rümelin, 1931)

Eine vor dem Jahr 1931 von Max von Rümelin angefertigte Skizze zeigt den ursprünglichen Zustand der Sternenschanze. Die Winkel ohne Maßangaben in der Skizze sind jedoch nicht exakt dargestellt; Entweder hat Von Rümelin die fehlenden Winkel nicht berechnet, oder ihm standen die technischen Hilfsmittel für eine exakte Zeichnung damals nicht zur Verfügung.

## Militärische Funktion
Die Sternenschanze Lienzingen/Ötisheim war eine reine Verteidigungsanlage. Die Wachmannschaft sowie das Geschützpersonal waren im Blockhaus in der Mitte der Festungsanlage untergebracht. Die Sternform wählte man aus strategischen Gründen: Rechtwinklige Einschläge von Geschossen wirkten sich am verheerendsten aus; bei der Sternform verringerte sich jedoch die Wahrscheinlichkeit, dass Geschosse direkt von vorne auf den Wall trafen ‒ der Einschlagswinkel wurde spitzer und der Schaden geringer. Zudem konnten dadurch Angreifer jenseits vom Graben schlechter in Deckung gehen, weil sie vom jeweils nächsten Zacken aus unter Beschuss genommen werden konnten.
255 Meter südöstlich der Sternenschanze befindet sich der nächste Beobachtungsturm der Eppinger Linien, eine sogenannte Chartaque.

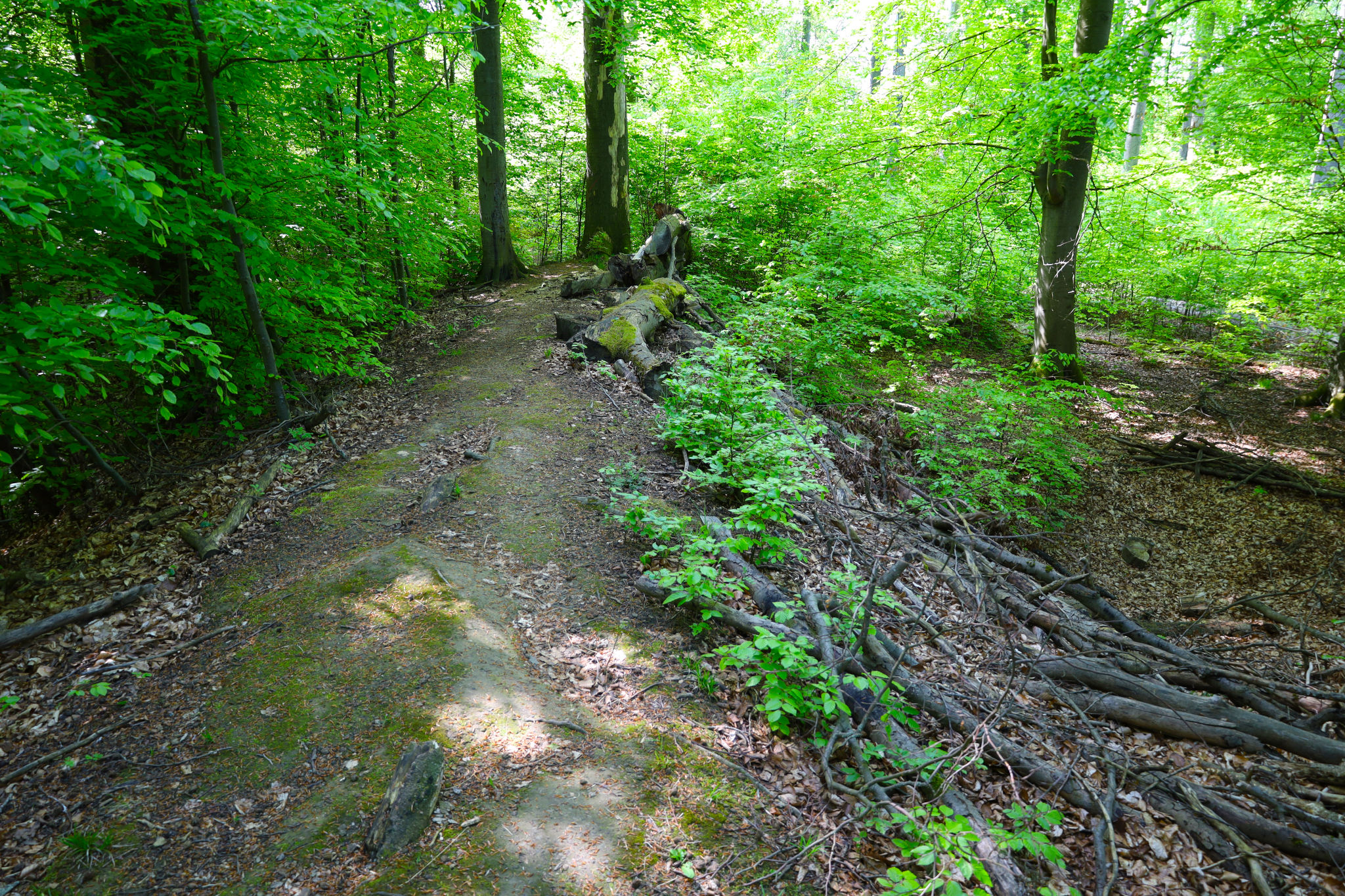
Fußpfad auf dem ehemaligen Festungswall der Sternenschanze Lienzingen/Ötisheim (Foto: 2023)

## Heutiger Zustand
Buchenbäume und Sträucher überwuchern die Sternenschanze Lienzingen/Ötisheim heute (Stand 2023). Vereinzelt sind noch Spuren von alten Beschilderungen oder Wegweisern zu finden. Ein Überblicken der Anlage mit dem bloßen Auge ist aufgrund der Überwucherung fast nicht mehr möglich. Auf Satellitenbildern und an Geländevertiefungen erkennt man noch die Stelle, wo einst die Zugbrücke angebracht war. Zahlreiche Dachshöhlen säumen die Flanken des Grabenverlaufs.

## Trivia
Im angrenzenden Ort Ötisheim gibt es eine Gaststätte mit dem Namen "Gasthof Sternenschanz".